# Nico Mai
Nico Mai (* 9. März 2001 in Magdeburg) ist ein deutscher Fußballspieler. Er steht bei Holstein Kiel II unter Vertrag.

## Karriere
Nach seinen Anfängen in der Jugend des 1. FC Magdeburg wechselte er im Sommer 2016 in die Jugendabteilung des VfL Wolfsburg. Für seinen Verein bestritt er 11 Spiele in der B-Junioren-Bundesliga und 28 Spiele in der A-Junioren-Bundesliga.
Im Sommer 2020 erfolgte sein Wechsel in die 3. Liga zurück zu seinem Heimatverein 1. FC Magdeburg. Dort kam er auch zu seinem ersten Einsatz im Profibereich, als er am 3. Oktober 2020, dem 3. Spieltag, bei der 0:2-Heimniederlage gegen den FC Viktoria Köln von Trainer Thomas Hoßmang in der 46. Spielminute für Luka Sliskovic eingewechselt wurde.
Ende Januar 2021 verlieh der 1. FC Magdeburg Mai bis zum Saisonende an den VfB Germania Halberstadt, mit dem Ziel, dort Spielpraxis erlangen zu können. Beim Viertligisten bestritt er aufgrund der COVID-19-Pandemie in Deutschland und dem daraus folgenden Abbruch der Saison 2020/21 kein einziges Spiel. 
Mai wechselte im Juli 2021 zu Holstein Kiel in die dortige 2. Herrenmannschaft.